# V652 Геркулеса
V652 Геркулеса (лат. V652 Herculis) — двойная звезда в созвездии Геркулеса на расстоянии приблизительно 3706 световых лет (около 1136 парсек) от Солнца. Видимая звёздная величина звезды — от +10,61m до +10,5m.

## Характеристики
Первый компонент — бело-голубая пульсирующая переменная экстремальная гелиевая звезда* спектрального класса B1, или B2HeN, или B2He, или B2. Масса — около 0,59 солнечной, радиус — около 2,31 солнечного, светимость — около 919 солнечных. Эффективная температура — около 20950 K*.
Второй компонент — красный карлик спектрального класса M. Масса — около 153,29 юпитерианской (0,1463 солнечной). Удалён в среднем на 2,03 а.е..